# Johnny and the Hurricanes

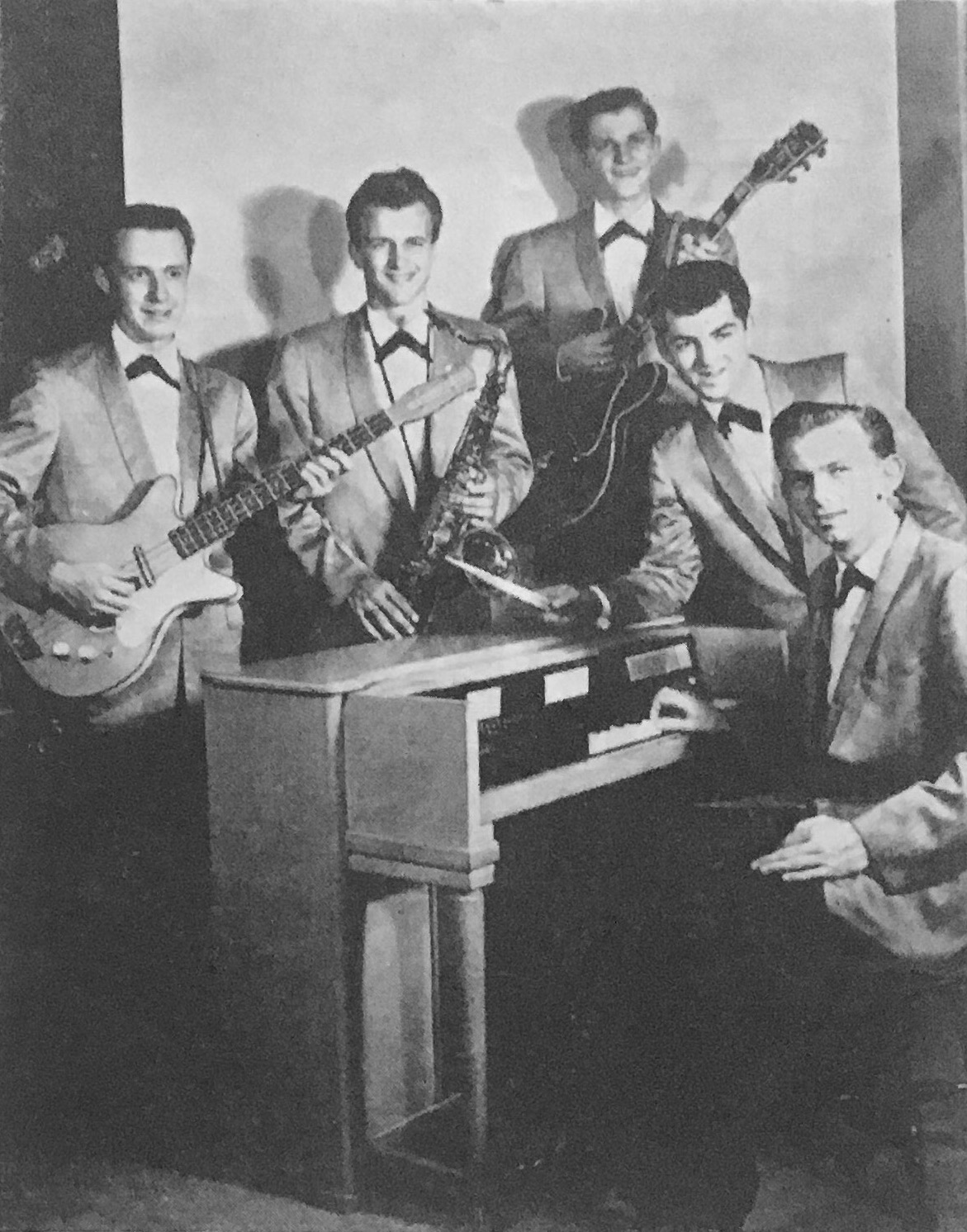
Foto promocional da banda em 1960.

Johnny and the Hurricanes (literalmente "Johnny e os Furacões") foi uma banda americana de rock 'n' roll fundada em Toledo, Ohio em 1957 como The Orbits. O líder era o saxofonista Johnny Paris (nascido como John Pocisk, em 1940, em, Walbridge, Ohio - morto dia 1 de maio de 2006, em Ann Arbor, Michigan). Ficaram famosos pela versão instrumental da canção folclórica "Red River Valley", denominada "Red River Rock". A canção alcançou o 5º lugar na parada The Billboard Hot 100.